# Šáša míří do Washingtonu
Šáša míří do Washingtonu (v anglickém originále Mr. Spritz Goes to Washington) je 14. díl 14. řady (celkem 305.) amerického animovaného seriálu Simpsonovi. Scénář napsal John Swartzwelder a díl režíroval Lance Kramer. V USA měl premiéru dne 9. března 2003 na stanici Fox Broadcasting Company a v Česku byl poprvé vysílán 7. prosince 2004 na stanici ČT1.

## Děj
Ozve se obrovský rachot a dům Simpsonových se otřese. Nad ním se objeví nová letová dráha na springfieldské mezinárodní letiště. Stížnost letištnímu úředníkovi nemá žádný účinek a dům je nyní neobyvatelný, a tedy i neprodejný. Homer a Marge se tedy vydají za svým kongresmanem, který je zástupcem Springfieldu od roku 1933. Ten je jejich neštěstím tak rozrušen, že padne mrtev k zemi. 
Bart požádá Šášu Krustyho, aby kandidoval do Kongresu, a ten souhlasí, protože si myslí, že může také zlikvidovat vše, čím ho vláda obtěžuje. Je přijat jako republikánský kandidát. Jeho kampaň začíná špatně, protože svými politicky nekorektními vtipy urazil mnoho menšin, ale Líza mu pomůže kampaň zvrátit tím, že se spojí s obyčejnými rodinami a občany. Díky těmto radám a velmi užitečnému pořadu Fox News je zvolen. 
Ke Krustyho nelibosti si čerstvého kongresmana nikdo nevšímá, a tak se pustí do čištění zdí od graffiti. On i Simpsonovi už to chtějí vzdát, ale Walter Mondale, který v Kongresu pracuje jako údržbář, jim vysvětlí, jak se zákon skutečně stává zákonem. S jeho pomocí Bart vydírá klíčového kongresmana videonahrávkou, jež ukazuje, jak zneužívá politiku bezplatné pošty. Homerovi se podaří opít dalšího kongresmana (a také sebe). Nakonec během zasedání Kongresu Mondale a Líza s Homerovou opileckou diverzí připnou zákon o letecké dopravě pomocí sponky k jinému zákonu, který dává sirotkům americké vlajky. Když dojde na hlasování o zákonu, vydíraný i opilý kongresman souhlasí a zákon je schválen a Krusty chválí demokratické procesy. Doma jsou Simpsonovi šťastní, že mají klid, za který hrdinně bojovali. Homer říká, že letadla teď létají tam, kam patří – nad domy chudých lidí.

## Kulturní odkazy
Anglický název dílu je odkazem na film Pan Smith přichází.

## Kontroverze
V jednom okamžiku epizody sleduje rodina debatu Krustyho a jeho oponenta na televizním kanálu Fox News, který ve svém zpravodajském přehledu zobrazil několik titulků parodujících politické názory této pravicové televize. Několik měsíců po původním odvysílání dílu Matt Groening prohlásil, že Fox News, korporátní sestra společnosti Fox Broadcasting Company, která pořad vysílá, Groeningovi vyhrožovala žalobou, ale rozhodla se „nežalovat sama sebe“. Groening se zmínil, že jim sice vtip prošel, ale v pořadu už nesměli parodovat zpravodajské tipy. Přesto pořad i poté několikrát parodoval Fox News.